# Kulig

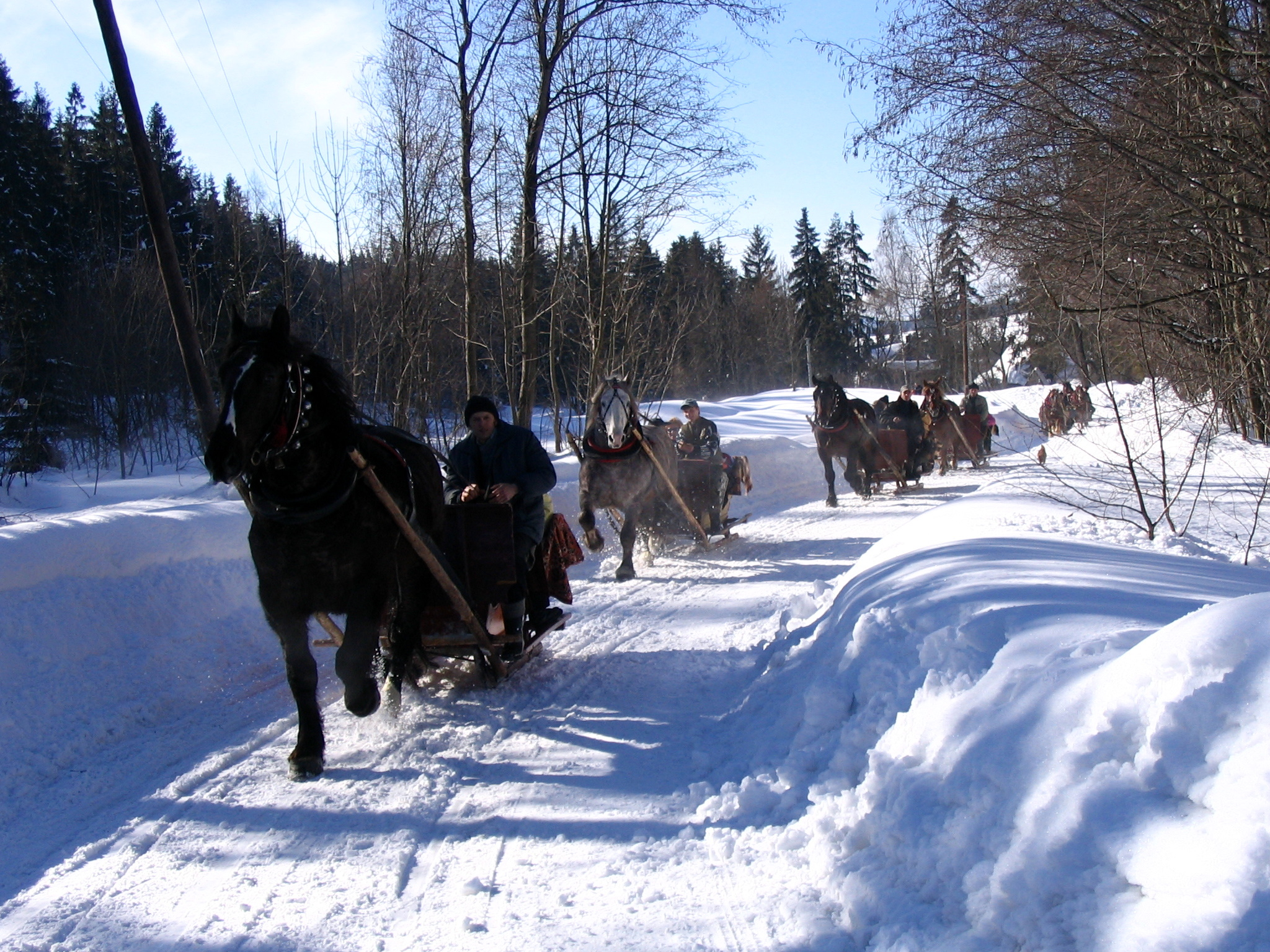
Kulig Gorce faluban

A kulig a lovas szánkózás lengyel hagyománya, egy vagy több lóval húzott lovasszánok vagy szekerek felvonulása. A lovak által megtett útvonalak nagyon különbözőek lehetnek, akár több napig is tarthatnak. Este a szánkókat gyakran fáklyákkal világítják meg.
Lengyelországban az egyik legnépszerűbb téli időtöltés, amely gyakran tábortűznél történő kolbász- és szalonnasütéssel, majd reggelig tartó zenés-táncos mulatozással végződik. Enyhe télen, vagy ha nincs elegendő hó, a lovasszánokat gumikerekes szekerekkel helyettesítik.

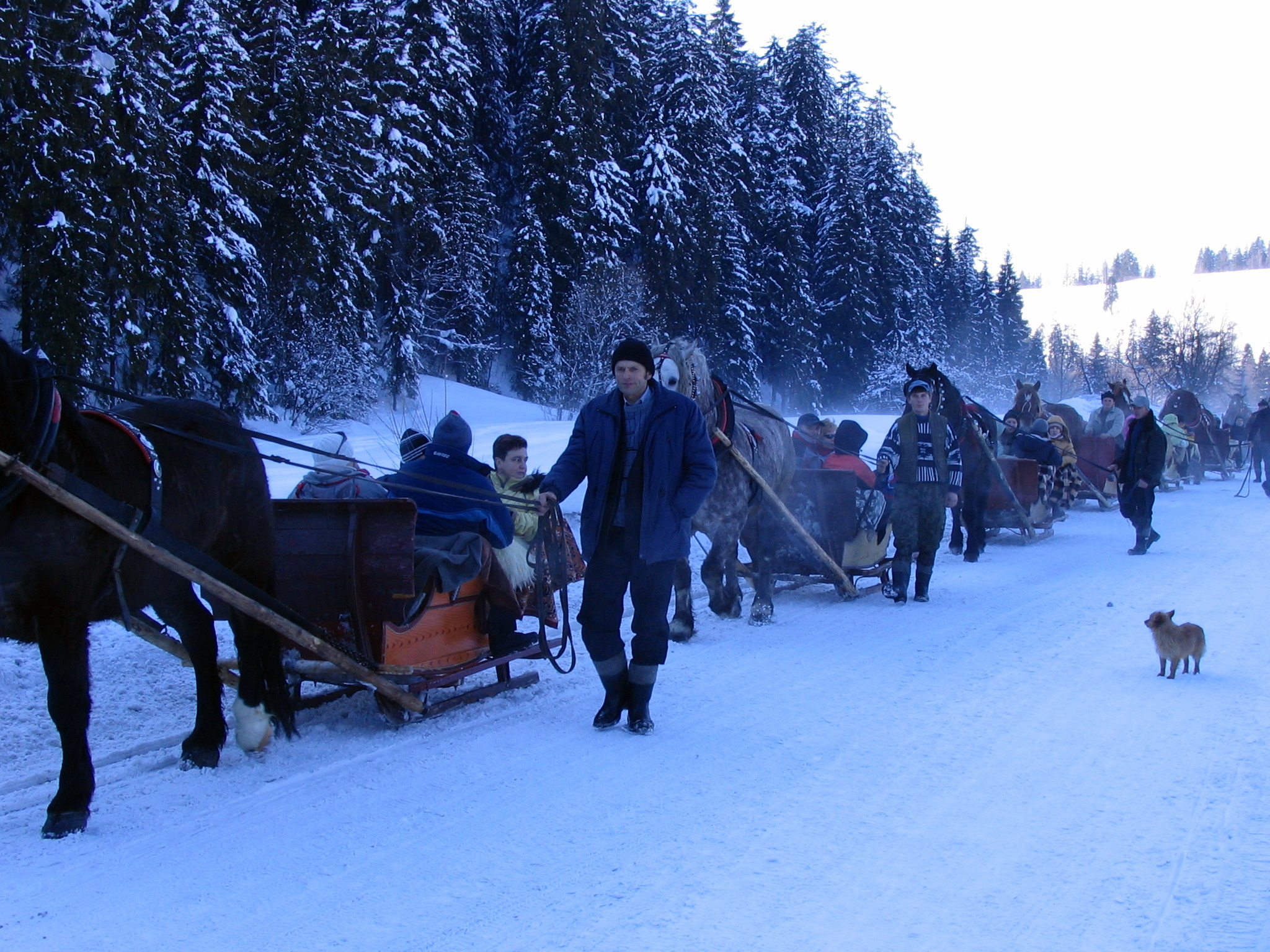
Kulig 2006-ban

## Története
A kuligozás a 16. századtól a 20. századig elsősorban az arisztokrácia és a középnemesség szórakozása volt, akik a farsang utolsó hetében így látogatták meg rokonaikat vagy a szomszédban élő  birtokosokat.
A 19. században, Lengyelország felosztása után ezeket a fáklyás felvonulásokat a lengyel nemzeti hagyományok ápolásaként, a megszállókkal szembeni nemzeti ellenállás jelképének tekintették. A kuligozást egy fekete maszkos bohóc vezette, az ő feladata volt a szánkózás útvonalának megtervezése.

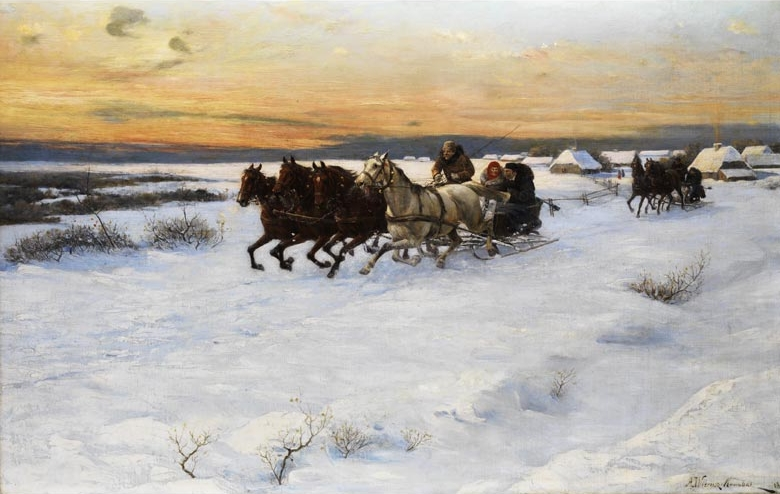
Alfred Kowalski: Szán a téli tájban

A szánkózást követő zenés rendezvényeken a meghívottak csak lengyel nemzeti táncokra (mazurka, polka, polonéz) táncolhattak. Külföldi táncokat, keringőt vagy tangót tilos volt kérni, ez azzal járhatott, hogy az illetőt eltávolították a társaságból.
A fáklyákkal megvilágított lovasszánozás (gyakran egymással összekapcsolt járművekkel) napjainkban a diákok, baráti társaságok, turisták számára továbbra is vonzó, kellemes, romantikus időtöltés.
A lovastúrák népszerű turisztikai programok a Lengyel-Tátra hegységben, például Zakopanéban.